# Ray Austin
Ray Austin (ur. 31 października 1970 w Cleveland) – amerykański bokser wagi ciężkiej.

## Życiorys
Austin swoją karierę zawodową zaczął stosunkowo późno – w wieku 28 lat. Swoją pierwszą walkę przegrał na punkty z mało znanym bokserem, Charlesem Hatcherem, jednak kolejne czternaście walk zakończyło się jego zwycięstwami. Drugą porażkę, także na punkty, zanotował w pojedynku z Haroldem Sconiersem w 2000 roku.
W lipcu 2001 roku stoczył walkę z Atillą Levinem, zdecydowanie najlepszym pięściarzem, z jakim do tej pory przyszło mu się mierzyć. Austin przegrał przez techniczny nokaut w przedostatniej, dziewiątej rundzie, mimo że Levin już w pierwszej rundzie był liczony przez sędziego.
W latach 2002–2005 Austin wygrał kilka walk z mniej znanymi bokserami, zanotował też dwa remisy: z Zurim Lawrence'em i Larrym Donaldem.
3 września 2005 dostał niespodziewanie szansę walki z Owenem Beckiem. Stawką był awans na drugą pozycję w rankingu IBF i możliwość pojedynku eliminacyjnego o tytuł mistrzowski tej organizacji. Austin wygrał z Beckiem na punkty po niejednogłośnej decyzji sędziów.
28 lipca 2006 roku zmierzył się z Sułtanem Ibragimowem w pojedynku eliminacyjnym przed walką o tytuł mistrza świata organizacji IBF. Pojedynek zakończył się remisem, a możliwość walki z obrońcą tytułu, Wołodymyrem Kłyczką, dostał Austin. 10 marca 2007 Kłyczko w drugiej rundzie, po kilku kolejnych lewych sierpowych, znokautował Austina.
7 listopada 2008 pokonał Andrzeja Gołotę przez TKO w 1 rundzie.